# Revillagigedo-Inseln
Die Revillagigedo-Inseln sind ein Archipel im Pazifischen Ozean. Er gehört politisch als Teil des Municipio Manzanillo zum mexikanischen Bundesstaat Colima.
Der Archipel liegt rund 400 km südwestlich der Halbinsel Niederkalifornien und erstreckt sich über eine Länge von 420 km. Er hat eine Landfläche von 157 km² und besteht aus den vier Inseln, nachfolgend von West nach Ost:
- Clarión (Santa Rosa), 8,5 × 3,7 km, Fläche 19,8 km², Höhe 335 m (Monte Gallegos)
- Roca Partida, 91 × 45 m, Fläche 0,3 ha (0,003 km²), Höhe 34 m (Cabeza Conejo)
- Socorro (Santo Tomás), 16,8 × 15,6 km, Fläche 132,1 km², Höhe 1130 m (Monte Evermann)
- San Benedicto, 4,8 × 2,4 km, Fläche 5,9 km², Höhe 297 m (Bárcena)

Die Inseln sind unbewohnt, abgesehen von einer Marinebasis mit einer Besatzung von 45 Personen im Süden der Insel Socorro sowie einer kleinen Garnison mit 9 Mann auf Clarión. Benannt ist die, auf alten Karten auch als Islas de Ladrilleros verzeichnete Inselgruppe nach Juan Vicente de Güemes, Graf von Revillagigedo, dem 53. Vizekönig von Neuspanien.
2016 wurden die vier Inseln des Archipels zusammen mit den umgebenden Gewässern als Naturerbe-Stätte ins UNESCO-Welterbe aufgenommen.

## Ökologie
Die Inseln zeichnen sich durch eine einzigartige Fauna und Flora aus und werden manchmal Mexikos „kleines Galapagos“ genannt. Socorro ist in Bezug auf die Habitatvielfalt und auch in Bezug auf Flora und Fauna am reichsten. Die mexikanische Regierung stellte die Inseln als Biosphärenreservat am 4. Juni 1994 unter Schutz. Das Revillagigedo Island Marine Reservat ist ein Unterwasser-Schutzgebiet. Seit 1999 überwacht die mexikanische Marine die Schutzgebiete, um das Fischereiverbot zu kontrollieren. Die Inseln sind ein beliebtes Ziel für Öko-Touristen.
Die einzigartige Lebenswelt der Inseln wird durch eingeführte Arten bedroht. Schafe wurden in Socorro um 1869 eingeführt. Auch Hauskatzen und Hausschweine wurden durch Marineangehörige auf die Inseln gebracht. Verschiedene einheimische Arten sind nun durch die eingeschleppten Tiere vom Aussterben bedroht.

## Karten
Nachstehend historische Seekarten der einzelnen Inseln (von West nach Ost) in unterschiedlichen Maßstäben:

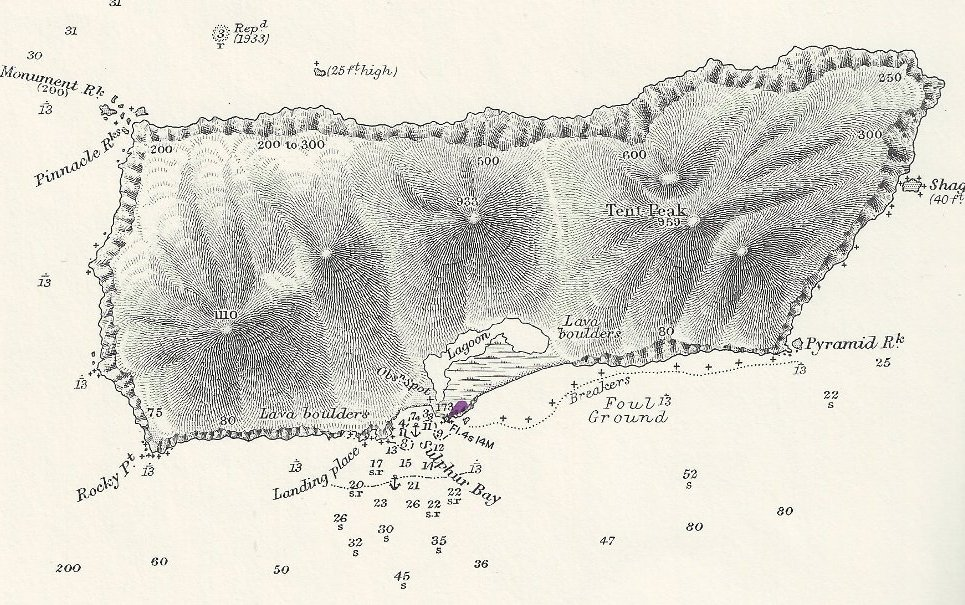
Clarión
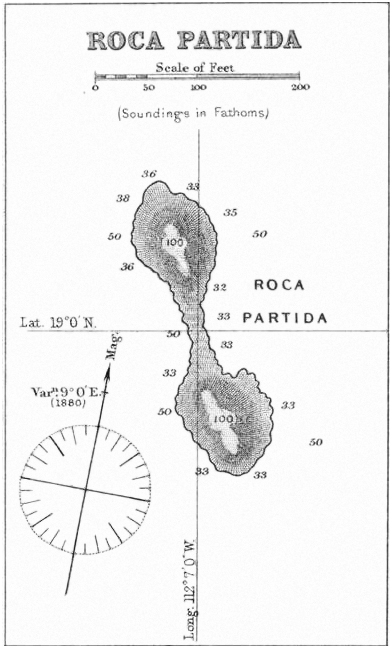
Roca Partida
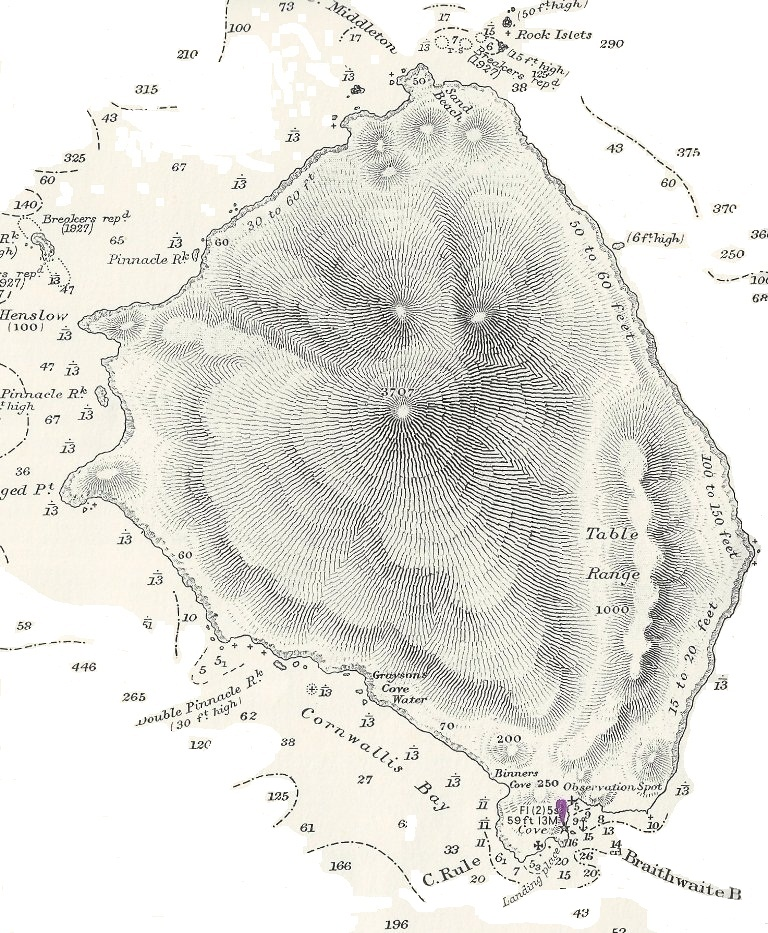
Socorro
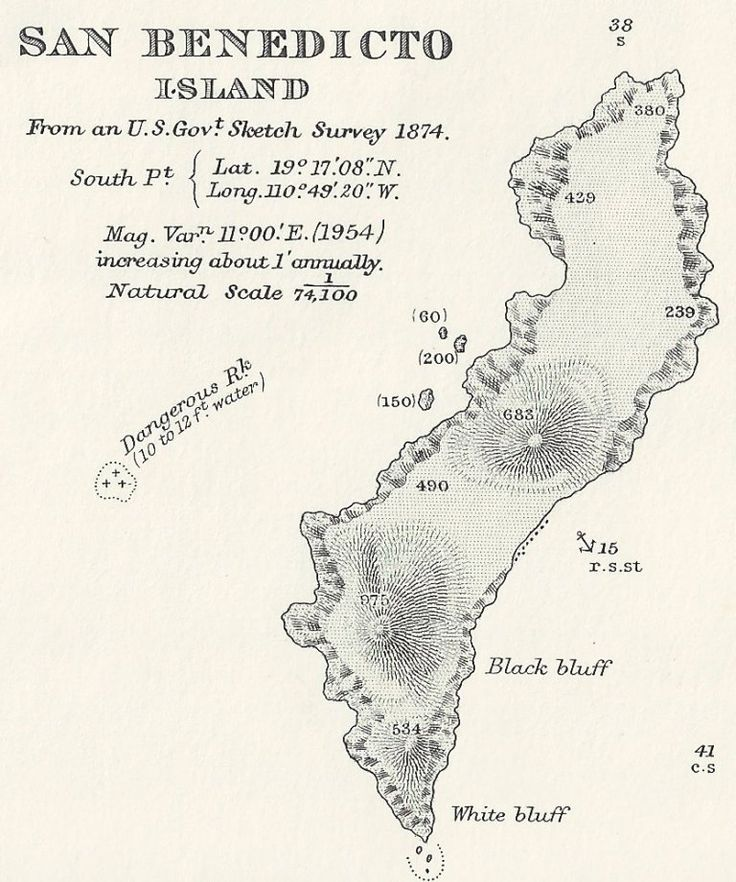
San Benedicto